# John Howard Dellinger
John Howard Dellinger (Cleveland, 3 luglio 1886 – 28 dicembre 1962) è stato un ingegnere statunitense noto per aver studiato gli effetti (Sudden Ionospheric Disturbance) dei brillamenti solari sulle trasmissioni radio ad onde corte.

## Biografia
Dellinger nato a Cleveland studiò dapprima presso la Western Reserve University. Nel 1908 si laureò presso la George Washington University di Washington e nel 1913 conseguì il dottorato presso l'Università di Princeton. Dal 1907 al 1948 lavorò presso il National Bureau of Standards dove fu a capo della sezione radio e quindi a capo del Central Radio Propagation Laboratory. Collaborò con diversi organismi governativi statunitensi nel campo delle trasmissioni radio.

## Riconoscimenti
Nel 1925 fu Presidente dell'Institute of Radio Engineering (IRE) che, fusasi nel 1963 con la American Institute of Electrical Engineer (AIEE), divenne l’Institute of Electrical and Electronics Engineers (IEEE).
Nel 1938 fu insignito della Medal of Honor dell'IRE con la seguente motivazione: Per i suoi contributi allo sviluppo delle misure radio ed alla  definizione di standard per le trasmissioni radio, per le sue ricerche e scoperte delle relazioni tra la propagazione delle onde radio e altri fenomeni naturali e per i suoi contributi alle collaborazioni internazionali nel campo delle telecomunicazioni.
A John Howard Dellinger la UAI ha intitolato il cratere lunare Dellinger